# Buckner (Missouri)
Buckner – miasto w Stanach Zjednoczonych, w stanie Missouri, w hrabstwie Jackson.